# I'm Letting Go
I'm Letting Go è il singolo di debutto della cantante di musica cristiana contemporanea statunitense Francesca Battistelli, pubblicato nel 2008 dall'etichetta discografica Fervent Records. Il brano è incluso nel secondo album dell'artista, intitolato My Paper Heart.
Ha raggiunto la terza posizione della classifica di musica cristiana statunitense.

## Classifiche
| Classifica (2008)                  | Posizione massima |
| ---------------------------------- | ----------------- |
| U.S. Billboard Hot Christian Songs | 3                 |